# Edo (etnia)

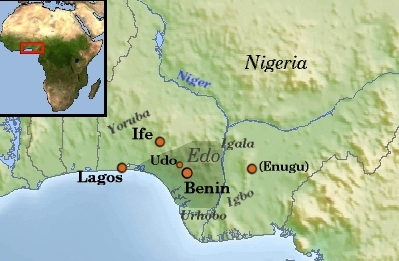
Extensión de los pueblos edo.

El pueblo edo es un grupo etno-lingüístico o una nación étnica del oeste de África. 
Está distribuido principalmente por el suroeste de Nigeria (principalmente en el Estado Edo y limítrofes) y Benín.